# Skørringe Sogn
Skørringe Sogn 

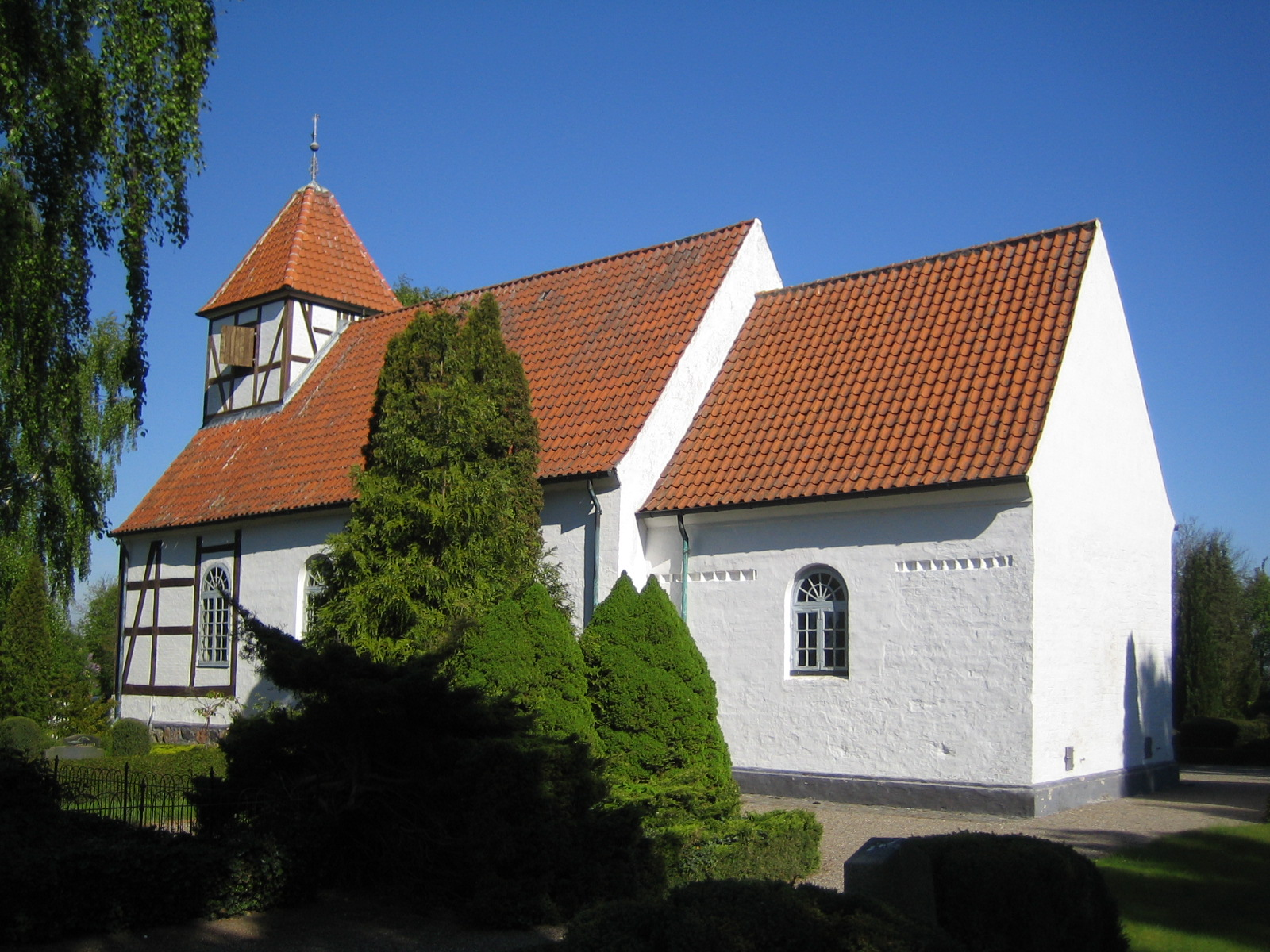
Skørringe Kirke

ist eine Kirchspielsgemeinde (dän.: Sogn)
auf der Insel Lolland im südlichen Dänemark.
Bis 1970 gehörte sie zur Harde Fuglse Herred im damaligen Maribo Amt, danach zur Rødby Kommune im Storstrøms Amt, die im Zuge der  Kommunalreform zum 1. Januar 2007 in der Lolland Kommune in der Region Sjælland aufgegangen ist.
Im Kirchspiel leben 237 Einwohner (Stand: 1. Januar 2023).
Im Kirchspiel liegt die Kirche „Skørringe Kirke“.
Nachbargemeinden sind im Nordosten Østofte Sogn, im Osten Hillested Sogn, im Südosten Nebbelunde Sogn, im Süden Tirsted Sogn, im Westen Vejleby Sogn und im Nordwesten Ryde Sogn. Etwa zentral im Kirchspiel findet sich eine Enklave des südlich gelegenen Tirsted Sogn.

## Persönlichkeiten
- Ludvig Fasting (1789–1863), Lehrer und Inspektor von Grönland